# Premiul Bram Stoker pentru cea mai bună ficțiune lungă
Premiul Bram Stoker pentru cea mai bună  ficțiune lungă (Bram Stoker Award for Best Long Fiction) este un premiu anual acordat de Horror Writers Association (HWA) pentru cel mai bună operă literară de ficțiune lungă de fantezie întunecată și literatură de groază.

## Câștigători și nominalizări
În 1993, categoria a fost împărțită în "cea mai bună nuvelă" și "cea mai bună nuveletă", o distincție care a fost eliminată un an mai târziu. Următoarea este o listă de câștigători și nominalizări ale premiului Bram Stoker pentru cea mai bună ficțiune lungă.
- 1987: "The Pear-Shaped Man" de George R. R. Martin (împărțit)
- 1987: "The Boy Who Came Back From the Dead" de Alan Rodgers (împărțit)
  - "Pamela's Get" de David J. Schow
  - "Resurrec Tech" de S.P. Somtow
- 1988: "Orange is for Anguish, Blue for Insanity" de David Morrell
  - "The Skin Trade" de George R. R. Martin
  - "The Function of Dream Sleep" de Harlan Ellison
  - "The Juniper Tree" de Peter Straub
  - "The Night Flier" de Stephen King
  - "Horrorshow" de John Farris
- 1989: "On the Far Side of the Cadillac Desert With Dead Folks" de Joe R. Lansdale
  - "At First Just Ghostly" de Karl Edward Wagner
  - "The Confessions of St. James" de Chet Williamson
  - "Phantom" de Kristine Kathryn Rusch
- 1990: "Stephen" de Elizabeth Massie
  - "Bestseller" de Michael Blumleim
  - "Entropy's Bed at Midnight" de Dan Simmons
  - "Pelts" de F. Paul Wilson
  - "The Langoliers" de Stephen King
- 1991: "The Beautiful Uncut Hair of Graves" de David Morrell
  - "Fetish" de Edward Bryant
  - "Death Leaves an Echo" de Charles de Lint
  - "Advocates" de Suzy McKee Charnas & Chelsea Quinn Yarbro
  - "Magpie" de Stephen Gallagher
- 1992: "Alien: Tribes" de Stephen Bissette (împărțit)
- 1992: "The Events Concerning a Nude Fold-Out Found in a Harlequin Romance" de Joe R. Lansdale
  - "Nothing Will Hurt You" de David Morrell
  - "The Shrine" de David Morrell
  - "For You, the Living" de Wayne Allen Sallee

Nuvelă:
- 1993: "The Night We Buried Road Dog" de Jack Cady (împărțit)
- 1993: "Mefisto in Onyx" de Harlan Ellison (împărțit)
  - "Flashback" de Dan Simmons
  - "Mefisto in Onyx" de Harlan Ellison

Nuveletă:
- 1993: "Death in Bangkok" de Dan Simmons
  - "Colour" de Michael Moorcock
  - "Darker Angels" de S.P. Somtow
  - "Death on the Nile" de Connie Willis
- 1994: "The Scent of Vinegar" de Robert Bloch
  - "Sometimes, in the Rain" de Charles L. Grant
  - "The Alchemy of the Throat" de Brian Hodge
  - "Bubba Ho-tep" de Joe R. Lansdale
  - "The Siren of Swan Quarter" de William R. Trotter
- 1995: "Lunch at the Gotham Cafe" de Stephen King
  - "Baby Girl Diamond" de Adam-Troy Castro
  - "Looking for Mr. Flip" de Thomas F. Monteleone
  - "Lover Doll" de Wayne Allen Sallee
- 1996: "The Red Tower" de Thomas Ligotti
  - "Kilroy Was Here" de Jack Cady
  - "The Thing from Lover's Lane" de Nancy Collins
  - "Brimstone and Salt" de S.P. Somtow
- 1997: "The Big Blow" de Joe R. Lansdale
  - "The Word" de Ramsey Campbell
  - "Everything's Eventual" de Stephen King
  - "Coppola's Dracula" de Kim Newman
  - "The Zombies of Madison County" de Douglas E. Winter
- 1998: "Mr. Clubb and Mr. Cuff" de Peter Straub
  - "Leavings" de P.D. Cacek
  - "As Above, So Below" de Brian Hodge
  - "What Would You Do For Love?" de John Shirley
- 1999: "Mad Dog Summer" de Joe R. Lansdale (împărțit)
- 1999: "Five Days in April" de Brian A. Hopkins (împărțit)
  - "Dread in the Beast" de Charlee Jacob
  - "Right to Life" de Jack Ketchum
- 2000: "The Man on the Ceiling" de Melanie and Steve Rasnic Tem
  - "Riding the Bullet" de Stephen King
  - "In Shock" de Joyce Carol Oates
  - "God Screamed and Screamed, Then I Ate Him" de Lawrence P. Santoto
- 2001: "In These Final Days of Sales" de Tim Lebbon
  - "From A to Z, in the Sarsaparilla Alphabet" de Harlan Ellison
  - "Demolition" de Nancy Etchemendy
  - "Earthworm Gods" de Brian Keene
  - "Northern Gothic" de Nick Mamatas
- 2002: "El Dia de Los Muertos" de Brian A. Hopkins (împărțit)
- 2002: "My Work is Not Yet Done" de Thomas Ligotti
  - "Cape Wrath" de Paul Finch
  - "Coraline" de Neil Gaiman
  - "The Origin" de David B. Silva
- 2003: "Closing Time" de Jack Ketchum
  - The Necromancer de Douglas Clegg
  - Fuckin' Lie Down Already de Tom Piccirilli
  - Louisiana Breakdown de Lucius Shepard
  - Roll Them Bones de David Niall Wilson
- 2004: "The Turtle Boy" de Kealan-Patrick Burke
  - "Zora and the Zombie" de Andy Duncan
  - "Lisey and the Madman" de Stephen King
  - Dead Man's Hand de Tim Lebbon
  - "Northwest Passage" de Barbara Roden
- 2005: "Best New Horror" de Joe Hill
  - "In the Midnight Museum" de Gary A. Braunbeck
  - "The Things They Left Behind" de Stephen King
  - "Some Zombie Contingency Plans" de Kelly Link
- 2006: Dark Harvest de Norman Partridge
  - Hallucigenia de Laird Barron
  - Mama's Boy de Fran Friel
  - Bloodstained Oz de Christopher Golden and James A. Moore
  - Clubland Heroes de Kim Newman
- 2007: Afterward, There Will Be A Hallway de Gary Braunbeck
  - Almost the Last Story by Almost the Last Man de Scott Edelman
  - General Slocum's Gold de Nicholas Kaufmann
  - The Tenth Muse de William Browning Spencer
  - An Apiary of White Bees de Lee Thomas
- 2008: Miranda de John R. Little
  - The Shallow End of the Pool de Adam-Troy Castro
  - Redemption Roadshow de Weston Ochse
  - The Confessions of St. Zach de Gene O'Neill
- 2009: The Lucid Dreaming de Lisa Morton
  - Dreaming Robot Monster de Mort Castle
  - The Hunger of Empty Vessels de Scott Edelman
  - Doc Good's Traveling Show de Gene O'Neill
- 2010: Invisible Fences de Norman Prentiss
  - The Painted Darkness de Brian James Freeman
  - Dissolution de Lisa Mannetti
  - Monsters Among Us de Kirstyn McDermott
  - The Samhanach de Lisa Morton
- 2011: The Ballad of Ballard and Sandrine de Peter Straub
  - 7 Brains de Michael Louis Calvillo
  - Roots and All de Brian Hodge
  - The Colliers' Venus (1893) de Caitlin R. Kiernan
  - Ursa Major de John R. Little
  - Rusting Chickens de Gene O'Neill
- 2012: The Blue Heron de Gene O'Neill
  - Thirty Miles South of Dry County de Kealan Patrick Burke
  - I'm Not Sam de Jack Ketchum and Lucky McKee
  - Lost Girl of the Lake de Joe McKinney and Michael McCarty
  - The Fleshless Man de Norman Prentiss
- 2013:[4] The Great Pity de Gary Braunbeck
  - The Bluehole de Dale Bailey
  - The Slaughter Man de Benjamin K. Ethridge
  - No Others Are Genuine de Gregory Frost
  - House of Rain de Greg F. Gifune
  - East End Girls de Rena Mason
- 2014: Fishing for Dinosaurs de Joe R. Lansdale
  - The Infected de Taylor Grant
  - Dreams of a Little Suicide de Eric J. Guignard
  - Three Guys Walk into a Bar de Jonathan Maberry
  - Lost and Found de Joe McKinney
- 2015: Little Dead Red de Mercedes M. Yardley[5]
  - Paper Cuts de Gary A. Braunbeck
  - The Box Jumper de Lisa Mannetti
  - Special Collections de Norman Partridge
  - Becoming Invisible, Becoming Seen de Scott Edelman